# Lucien Mettomo
Lucien Mettomo est un footballeur international camerounais né le 19 avril 1977 à Douala (Cameroun).

## Biographie
Il a joué successivement au Tonnerre Yaoundé, à l'AS Saint-Étienne, à Manchester City, au FC Kaiserslautern, au Kayserispor et au FC Lucerne.
Il fut l'un des grands artisans de la remontée des Verts en Division 1 lors de la saison 1998-1999, avec notamment un but mémorable face au Red Star, dans l'enceinte du Stade de France devant 45000 spectateurs, d'une reprise de volée de 30 mètres.
Il termine sa carrière avec le PAE Veria après un passage à Southampton.

## Carrière

### Clubs
| Saison         | Club              | Pays       | Division           | Matchs joués | Buts |
| -------------- | ----------------- | ---------- | ------------------ | ------------ | ---- |
| 1995-1996      | Tonnerre Yaoundé  | Cameroun   | Division 1         | 26           | 2    |
| 1996-1997      | AS Saint-Étienne  | France     | Division 2         | 0            | 0    |
| 1997-1998      | AS Saint-Étienne  | France     | Division 2         | 0            | 0    |
| 1998-1999      | AS Saint-Étienne  | France     | Division 2         | 33           | 7    |
| 1999-2000      | AS Saint-Étienne  | France     | Division 1         | 26           | 1    |
| 2000-2001      | AS Saint-Étienne  | France     | Division 1         | 17           | 1    |
| 2001-2002      | AS Saint-Étienne  | France     | Division 2         | 5            | 0    |
| 2001-2002      | Manchester City   | Angleterre | League One         | 23           | 1    |
| 2002-2003      | Manchester City   | Angleterre | Premier League     | 4            | 0    |
| 2003-2004      | FC Kaiserslautern | Allemagne  | Bundesliga 1       | 18           | 1    |
| 2004-2005      | FC Kaiserslautern | Allemagne  | Bundesliga 1       | 16           | 1    |
| 2005-janv.2006 | FC Kaiserslautern | Allemagne  | Bundesliga 1       | 9            | 0    |
| 2006           | Kayserispor       | Turquie    | Turkcell Süper Lig | 11           | 0    |
| 2006-2007      | FC Lucerne        | Suisse     | Super League       | 25           | 2    |
| 2007-2008      | Southampton       | Angleterre | Championship       | 0            | 0    |
| 2008-2009      | PAE Veria         | Grèce      | Beta Ethniki       | 6            | 0    |

### Palmarès et statistiques
- Finaliste de la Coupe des confédérations 2003
- Vainqueur de la Coupe d'Afrique des nations 2000 et 2002
- Champion de Division 2 française en 1999
- 1er match en D1 : AS Monaco - AS Saint-Étienne le 30 juillet 1999 (2-2)
- 1re sélection :  Cameroun -  Nigeria le 7 août 1997